# Flemming Lerche (godsejer)
 Der er flere personer med dette navn, se Flemming Lerche.
Flemming Einar baron Lerche(-Lerchenborg) (født 5. januar 1872 på Lerchenborg, død 9. april 1911 i Horsens) var en dansk godsejer, bror til Christian Lerche-Lerchenborg og Otto Lerche.
Han var søn af kammerherre, landstingsmand Christian Albrecht lensgreve Lerche og Cornelia Emma Sophie Louise Tillisch, blev 1890 student fra Roskilde Katedralskole og 1895 exam.jur. Lerche var ved landvæsenet, blev 1897 ejer af Rohden i Stouby Sogn og 1908 hofjægermester. Han var tillige landvæsenskommissær, fra 1905 formand for afløsningen af jagtretten i Vejle Amt, 1908 genbeskikket for tre år fra, blev 1909 medlem af Stouby Sogneråd, 1910 af Vejle Amt.
Flemming Lerche ægtede 23. september 1896 på Tjele Selma Anna Sophie Elisabeth Lüttichau (17. januar 1874 på Tjele - 14. april 1953 i Vejle), datter af stamhusbesidder, finansminister, hofjægermester, kammerherre Christian Ditlev Lüttichau og Margrethe Theresia Petrine Malvine Jessen.
Han er begravet på Årby Kirkegård.